# ЗиУ-12
ЗиУ-12 (также ЗиУ-684) — опытный советский высокопольный троллейбус большой вместимости для внутригородских пассажирских перевозок на базе троллейбуса ЗиУ-9. Находился в регулярной эксплуатации в Москве.

## История
Первый экземпляр троллейбуса ЗиУ-12 был выпущен в 1982 году в городе Энгельсе Саратовской области под индексом ЗиУ-684. По проекту эта модель должна была представлять собой несочленённый аналог проектировавшегося в те же годы троллейбуса ЗиУ-683Б, также оснащенного тиристорно-импульсной системой управления. Помимо этого, ЗиУ-684 имел другие сиденья, доработанный кузов и новую светотехнику. Из-за отсутствия нужного электрооборудования троллейбус получил реостатно-контакторную систему управления и обкатывался на территории завода до середины 1980-х годов. Дальнейшая судьба машины неизвестна.
В 1983 году были построены два троллейбуса этой же модели с ТИСУ, получившие обозначение ЗиУ-684Б (ЗиУ-684Б00). Обе машины поступили в 1-й троллейбусный парк города Москвы и получили парковые номера 1264 и 1265. В следующем году оба троллейбуса были переданы в 5-й троллейбусный парк им. Артамонова и получили номера 5838 и 5839 соответственно. Первый экземпляр был списан и утилизирован в 1994 году, второй — в 1991.
Из-за дороговизны модели в серийное производство этот троллейбус не пошел. В дальнейшем завод имени Урицкого выпустил опытную партию троллейбусов ЗиУ-52642, созданных путем глубокой модернизации модели ЗиУ-682Г с применением ТИСУ. Однако из-за экономических проблем конца 1990-х годов и та модель троллейбуса не поступила в серийное производство.